# Научно-исследовательский институт «Ройан» (Иран)
Научно-исследовательский институт «Ройан» (перс. پژوهشگاه رویان‎) был основан 29 мая 1991 г. Саидом Каземи Аштийани и группой его последователей в совете «Университетский джихад в области медицины» как центр хирургии ускоренной реабилитации, в задачи которого входило предоставление медицинских услуг бесплодным супружеским парам, а также исследовательская работа и обучение по проблемам беременности и бесплодия.
В 1998 и 2008 гг. Институт получил в Совете по распространению медицинских университетов Министерства здравоохранения и медицинского образования соответственно лицензии на деятельность центра цитологических исследований и центра медицинских исследований репродуктивных проблем, а осенью 2009 г. Совет по распространению высшего образования Министерства науки, исследований и технологий согласовал повышение статуса учреждения и превращение его из аффилированного института в самостоятельный научно-исследовательский институт.

## Деятельность института
В рамках осуществления своей научно-исследовательской, образовательной и медицинской деятельности Институт располагает тремя аффилированными институтами и двумя центрами специализированных услуг (Центр лечения бесплодия и Центр клеточной терапии), сочетающими в своей работе науку и практику:
1. Институт биологии и стволовых клеток «Ройан». Этот институт работает в области трансплантационной медицины и занимается изучением биологии стволовых клеток, развитием трансляционных исследований стволовых клеток на лабораторных животных и проведением клинических испытаний. В институте существуют: группа изучения стволовых клеток и онтологической биологии, группа нанотехнологий и биоматериалов, группа восстановительной биомедицины и клеточной терапии, группа биологии молекулярных систем.
2. Институт репродуктивной медицины «Ройан». Институт работает над повышением процента фертильности, улучшением здоровья плода и здоровья социума через изучение и лечение бесплодия в различных областях репродуктивной медицины. В институте действуют группа репродуктивной генетики, группа эмбриологии, группа эпидемиологии и здоровой беременности, группа эндокринологии и женского бесплодия, группа андрологии, группа визуализации репродуктивной системы.
3. Институт биотехнологий. Работает в сфере производства скота и сопутствующей продукции, связанной с соответствующими биотехнологиями. В институт входят группа генно-инженерных исследований, группа биологии половых клеток и группа биотехнологий.

## Научная эффективность результатов исследований
— публикация заслуживающих внимания статей со значительным индексом цитирования
— успешная реализация цикла от производства знания до его практического применения, например, трансплантация стволовых клеток перенесшим инфаркт, больным с повреждённой роговицей глаза, ишемией нижних конечностей, витилиго; облегчение состояния подобных больных и предоставление медицинских услуг по ряду из упомянутых областей
— производство трансгенных козлят, порождённых коагуляционным фактором 9 и тканевым активатором плазминогена
— выращивание яйцеклеток домашнего скота (козлов, баранов и коров) в лабораторных условиях, искусственное оплодотворение, криоконсервация эмбрионов с последующей пересадкой суррогатным матерям, а также производство здоровых животных
— предоставление гражданам ИРИ медицинских услуг по лечению бесплодия (более 600 лечебных циклов в месяц)
— проведение пренатальной генетической диагностики

## Эффективность результатов исследований в технологической сфере
— искусственное оплодотворение человека
— репродуктивное клонирование домашних животных
— криогенная консервация половых клеток и эмбриона человека
— генетическая диагностика до начала эмбрионального периода
— тканевая инженерия
— производство новых по составу протеинов
— производство и выделение различных видов стволовых клеток пуповины, эмбрионов и взрослых
— производство трансгенных козлов
— производство эмбрионов скота
— трансплантология с использованием клеточной терапии
— частные и всеобщие банки стволовых клеток, полученных из пуповинной крови
— банк эмбриональных и мультипотентных индуцированных стволовых клеток

## Экономическая эффективность результатов исследований
Научно-исследовательский институт «Ройан» помимо научной составляющей своих исследований неизменно обращал внимание и на их экономическую эффективность. В этом контексте в 2008 г. в его стенах удалось получить фактор роста фибробластов человека, что вылилось в существенную экономию средств. В этой связи в план работы включено получение остальных факторов роста.

## Сотрудничество
Институт ведёт более 250 совместных проектов внутри страны и более 50 совместных проектов за рубежом.

## Достижения
К настоящему времени НИИ «Ройан» зарегистрировал большое число достижений в области лечения бесплодия, изучения стволовых клеток и биотехнологий. В их числе:
— создание первого ребёнка методом искусственного оплодотворения in vitro в Тегеране (1992 г.)
— создание первого в стране ребёнка методом микроинъекции (ICSI) (1994 г.)
— рождение первого в Иране ребёнка с помощью метода пренатальной генетической диагностики (2004 г.)
— использование стволовых клеток для лечения пороков сердца, возникших в результате перенесённого инфаркта (впервые в стране, 2004 г.)
— использование стволовых клеток для восстановления повреждённой роговицы глаза (впервые в стране, 2005 г.)
— создание первого частного банка крови пуповин новорождённых (2005)
— создание первого на Ближнем Востоке клонированного животного (Ройана, 2006 г.)
— рождение двух клонированных телят и трёх козлят (2009 г.)
— производство мультипотентных индуцированных стволовых клеток человека (2008 г.)
— применение клеточной терапии для облегчения и лечения больных витилиго (впервые в стране, 2008 г.)
— создание первого всеобщего банка пуповинной крови (2008 г.)
— создание первого трансгенного козлёнка с геном, синтезирующим коагуляционный фактор 9 человека (2009 г.)
— рождение первого трансгенного козлёнка с геном тканевого активатора плазминогена человека (2010 г.).